# Xot de Puerto Rico
El xot de Puerto Rico (Gymnasio nudipes; syn: Megascops nudipes) és un ocell rapinyaire nocturn de la família dels estrígids (Strigidae) i únic membre del gènere Gymnasio. És endèmic de Puerto Rico i les illes Verges. El seu estat de conservació es considera de risc mínim.

## Taxonomia
Anteriorment, el Congrés Ornitològic Internacional considerava el xot de Puerto Rico en el gènere Megascops. Però en la llista mundial d'ocells (versió 10.2, juliol 2020) es decidí moure'l a Gymnasio. Tanmateix, altres obres taxonòmiques, com el Handook of the Birds of the World i la quarta versió de la BirdLife International Checklist of the birds of the world (Desembre 2019), encara el consideren dins de Megascops .